# Jacqueline Felice de Almania
Jacqueline Felice de Almania, auch Jacobina Felice oder Jacoba Felicie, (bl. 1322) stammte der Überlieferung nach aus Florenz. Sie praktizierte Anfang des 14. Jahrhunderts in Paris als Ärztin. 1322 wurde ihr der Prozess wegen rechtswidrigen Behandlungsmethoden gemacht. Die sich durch die überlieferten Prozessakten ergebende Geschichte ist der vollständigste Bericht, der eine tatsächlich praktizierende Ärztin dieser Zeit dokumentiert.

## Praxis
Jacqueline Felice de Almania bezeichnete sich selbst als nobilis mulier domino Jacoba, was darauf hindeutet, dass sie einer hohen sozialen Schicht angehörte. Sie war bekannt als Spezialistin, die sowohl Männer wie auch Frauen wegen medizinischer Probleme beriet. Ihr ging der Ruf voraus, dabei erfolgreich zu sein und sich nur bei Erfolg bezahlen zu lassen. Es wandten sich einerseits Personen an sie, bei denen die vorherige Behandlung gegen Fieber, Lähmungen oder andere Krankheiten fehlgeschlagen war. Andererseits kamen auch Personen zu ihr, wenn zugelassene Ärzte ihre Beschwerden nicht behandelten. Sie vertrat die Ansicht, dass Frauen für Frauen insbesondere in sensiblen Bereichen die besseren Ärzte wären, weil sie sich mit „Frauengeheimnissen“ besser auskennen würden. Dabei benutzte sie das Argument weniger mit Bezug auf die nicht verstandene Fortpflanzung, sondern mit dem Argument, dass Frauen diese Stellen ansehen und anfühlen könnten.
Jacqueline Felice hatte als Frau keine medizinische Ausbildung an einer Universität erhalten, weshalb sich die studierte Ärzteschaft gegen ihre Ausübung von männlichen Ärzten vorbehaltenen Tätigkeiten und Behandlungen wandte. Dazu gehörten Krankenbesuche, Untersuchung des Urins nach seinem physischen Erscheinungsbild, den Körper zu berühren und Tränke, Verdauungspräparate oder Abführmittel zu verschreiben.

## Prozess
Mit Anklage vom 11. August 1322 wurde Jacqueline Felice jedoch wegen unerlaubter Praktiken vor Gericht gestellt.  Sie wurde vor der Medizinischen Fakultät der Universität von Paris allein aus dem Grund angeklagt, dass sie ohne medizinische Lizenz Medizin praktizierte (non fuerit approbata in aliquo studio solemni Parisius et alibi) und den studierten Medizinern vorbehaltene Praktiken anwandte (ad modum phisicorum et medicorum). Während des Prozesses gab es acht Zeugen, die bis auf einen alle ihre Patienten oder Patientinnen waren, die ihre medizinischen Fähigkeiten bezeugten. Einem Zeugen zufolge war sie eine bessere Ärztin und Chirurgin als alle französischen Ärzte in Paris. Diese Anmaßung und die erfolgsbasierte Honorierung schienen die männlichen Ärzte zu verärgern. Zu ihrer Verteidigung führte sie am 2. November 1322 auch das Argument an, dass Frauen für Frauen die besseren Ärztinnen seien.
Noch am Tag ihrer Aussage wurde Jacqueline Felice für schuldig befunden und ihr wurde die Exkommunikation angedroht, sollte sie jemals wieder bei der Ausübung der Medizin beobachtet werden. Sie wurde zu einer Geldstrafe von 60 Pariser Pfund verurteilt. Außerdem wurde ihr die Ausübung der Heilkunde untersagt; es ist nicht bekannt, ob sie nach dem Prozess weiterhin als Heilerin tätig war oder nicht. Die Urteilsbegründung basierte auf dem Fehlen einer formalen Ausbildung an einer Universität. Es wurde kein Versuch unternommen, ihre medizinischen Kenntnisse zu überprüfen. Trotz der gegenteiligen Zeugenaussagen argumentierte das Gericht, dass es offensichtlich sei, dass ein Mann aufgrund seines Geschlechts das Thema Medizin besser verstehen könne als eine Frau. Argumente dieser Art wurden bis ins 19. Jahrhundert vorgetragen um Frauen zu verbieten, Medizin zu studieren und Approbationen zu erhalten.

## Nachleben
Judy Chicago widmete ihr eine Inschrift auf den dreieckigen Bodenfliesen des Heritage Floor ihrer 1974 bis 1979 entstandenen Installation The Dinner Party. Die mit dem Namen Jacobe Felicie beschrifteten Porzellanfliesen sind dem Platz mit dem Gedeck für Petronilla de Meath  zugeordnet.
Die Medizinhistorikerin Monica H. Green zeigt in ihrer 2006 veröffentlichten Studie, dass die Angaben in Nachschlagewerken zumeist aus zweiter oder dritter Hand stammen und nur selten die Edition von Heinrich Denifle oder die Teilübersetzungen von Mary Martin McLaughlin oder Emilie Amt benutzt wurden. Eine vollständige Übersetzung der Akten und eine fachkundige Analyse stehen noch aus, Vorarbeiten haben Pearl Kibre sowie Montserrat Cabré Pairet und Fernando Salmón Muñiz publiziert.

## Quelle
- Sectio Prior 1286–1350. In: Heinrich Denifle, Emile Chatelain, Charles, Samaran und Émile A. van Moé (Hrsg.): Chartularium Universitatis Parisiensis. Band 2. Universität von Paris, Parisiis, Paris 1889, S. 255–267 (archive.org).
  - engl. Teilübersetzung in: James Bruce Ross, Mary Martin McLaughlin: The Portable Medieval Reader. Viking, New York 1949. S. 635–40
  - weitere engl. Teilübersetzung in: Emilie Amt: Women's Lives in Medieval Europe: A Source Book. Routledge, New York 1993. Seite 108–112